# Фаоліт
Фаоліт — це кислотостійкий матеріал на основі волокнистого азбесту або суміші азбесту, графіту чи кварцового піску і фенолформальдегідної смоли. Поверхню фаолітових виробів покривають бакелітовим лаком для підвищення їх кислотостійкості.

## Фізичні властивості
Густина, г/см³ — 1.5-1.6;
Ударна в'язкість, кДж/м² — 2-4;
Теплостійкість за Мартенсом, °C — 100—120;
Міцність при статичному вигині, Мпа — 26-80;
Міцність при стисненні, Мпа — 50-90;
Теплоємність, кДж/(кг·К) — 1.05-1.48;
Коефіцієнт теплопровідності, Вт/(м·К) — 0.29-1.15;
Температурний коефіцієнт лінійного розширення, °C−1 — 2.0÷3.0·10−5.

## Застосування
Фаоліт застосовують як антикорозійний конструкційний і футеровочний матеріал. З нього виготовляють корпуса адсорберів, ежекторів, колон, холодильників та ін. місткістю до 1,4 м³, а також труби, фітинги, крани та вентилі.